# Aleja Tadeusza Kościuszki w Łodzi
Aleja Tadeusza Kościuszki w Łodzi – ulica w centrum Łodzi biegnąca od ulicy Zielonej do ulicy Wólczańskiej na obszarze dawnej dzielnicy Śródmieście. Ulica na całej długości znajduje się na terenie osiedla Katedralna i jest południowym przedłużeniem ulicy Zachodniej.
Aleja Tadeusza Kościuszki jest przecznicą alei Adama Mickiewicza, położoną równolegle do ulicy Piotrkowskiej. Na odcinku od Zielonej (początek ulicy) do Żwirki, pomiędzy jezdniami przebiega torowisko tramwajowe. Aleja jest jedną z głównych arterii komunikacyjnych centrum Łodzi – przebiega tam trasa Łódzkiego Tramwaju Regionalnego.

## Historia ulicy

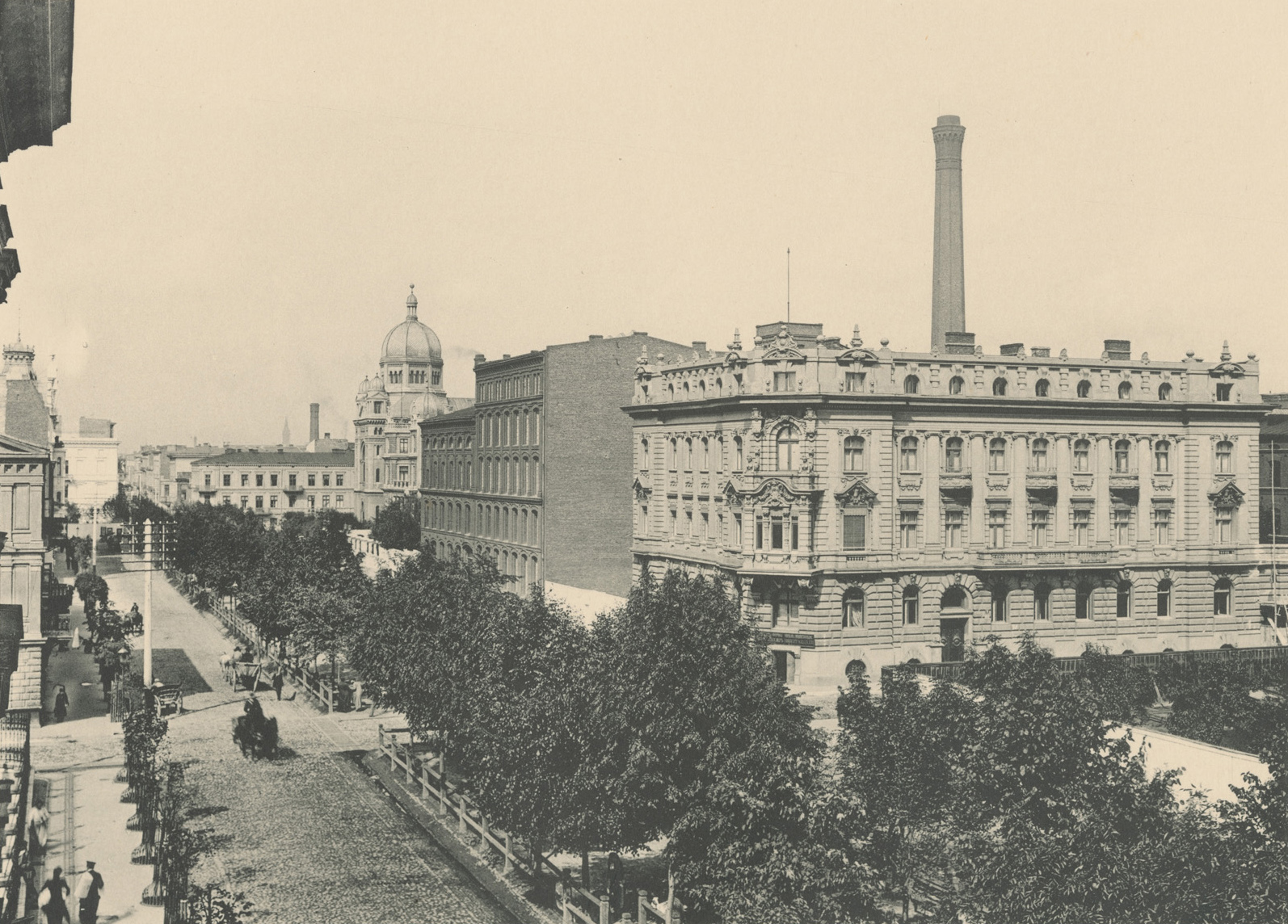
Spacerowa w XIX wieku na zdjęciu wykonanym przez Bronisława Wilkoszewskiego (album „Widoki m. Łodzi”)

Pierwszy odcinek alei został wytyczony w 1865 r.. Od 1873 r. obowiązywała oficjalna nazwa Spacerowa (używano również określeń Promenada i Promenadowa). W 1875 roku grupa osiemnastu właścicieli posesji położonych przy ulicy Piotrkowskiej pomiędzy numerami 129 a 163, pod przewodnictwem Józefa Gampego i Ernesta Kindermanna, zwróciło się z prośbą do władz miasta o pozwolenie na podział działek (ciągnących się równoleżnikowo od Piotrkowskiej do Wólczańskiej) i wyznaczenie nowej ulicy. Kolejna prośba została przedstawiona w 1884 r., a ostatecznie odcinek ulicy: Rozwadowska (obecnie Zamenhofa) – Św. Anny (obecnie Mickiewicza) wytyczono w 1888 r.. Odcinek figurował na mapach jako Nowo-Spacerowa. Oba odcinki połączono po przejęciu przez Magistrat (1904) części posesji należącej do Braci morawskich, na której znajdował się dom modlitewny i oznaczono jedną nazwą jako Spacerową. W 1913 r. ulicę wydłużono do Karola (obecna ul. Żwirki).
W 1917 r., w setną rocznicę śmierci Tadeusza Kościuszki, nazwę zmieniono na obecnie obowiązującą. Droga miała wtedy dwie jednokierunkowe brukowane jezdnie z deptakiem pośrodku. W 1927 r. na krótkim odcinku uruchomiono tramwaje, a w 1950 r. pojawiły się na całej długości (czyli do Żwirki) – w miejscu zlikwidowanego deptaka, które jeżdżą w tej lokalizacji do dziś. W latach 1940–1945 ulica nosiła nazwę Hermann Göring Straβe. W 1957 r. ponownie wydłużono ulicę – tym razem do Radwańskiej, a w 2016 r. rozpoczęła się budowa kolejnego przedłużenia - do ul. Wólczańskiej. Nowy fragment ulicy oddano do użytku w październiku 2017 r.

## Ważniejsze obiekty przy ulicy
Przy alei Kościuszki znajdują się między innymi:

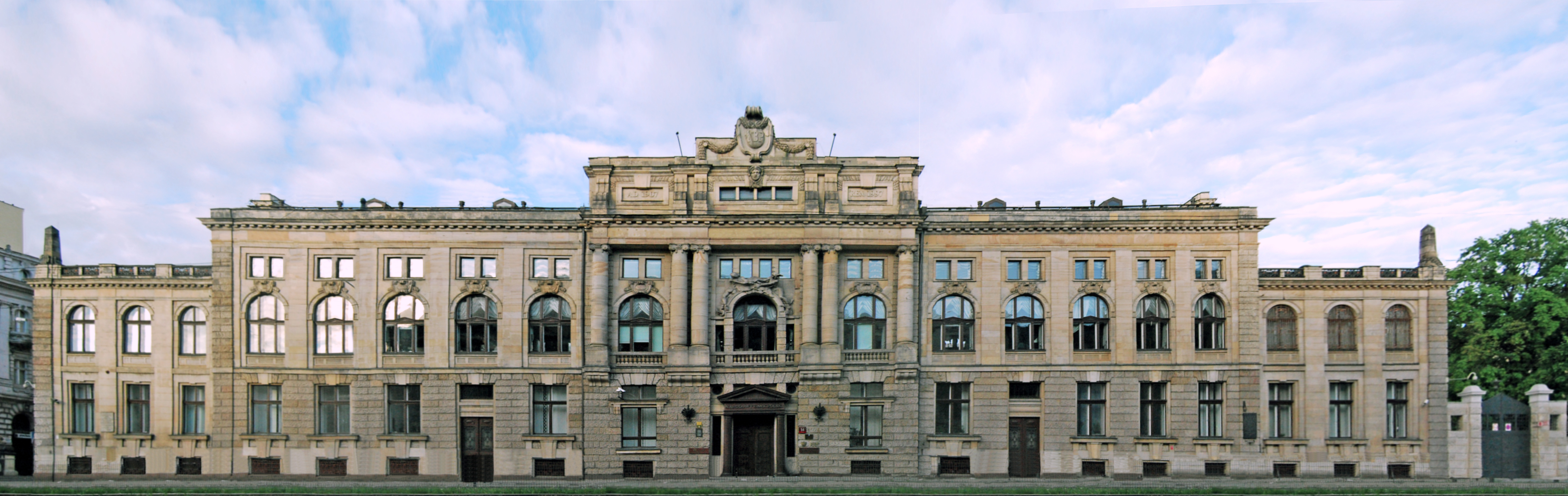
gmach NBP

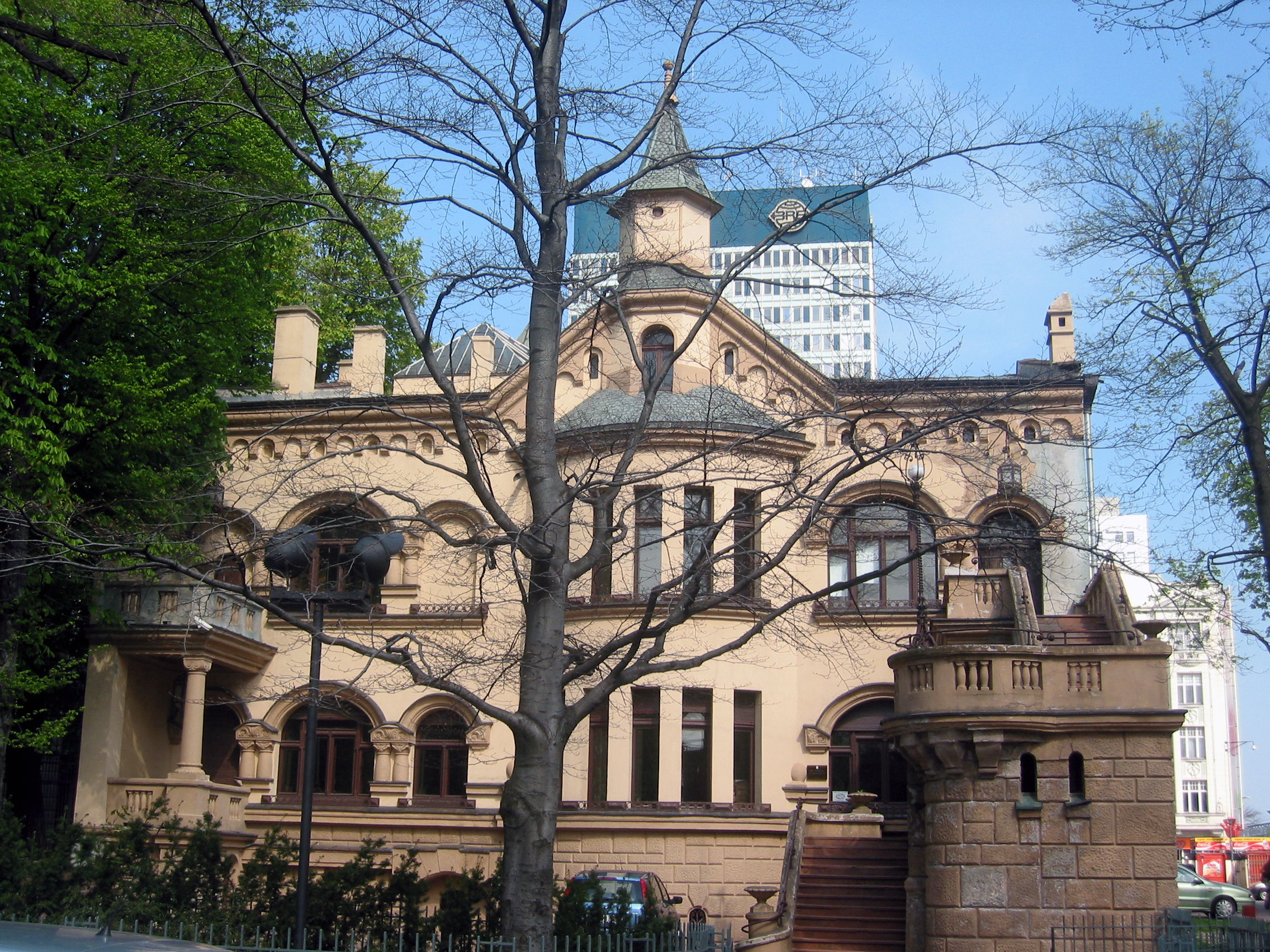
willa Jarischa

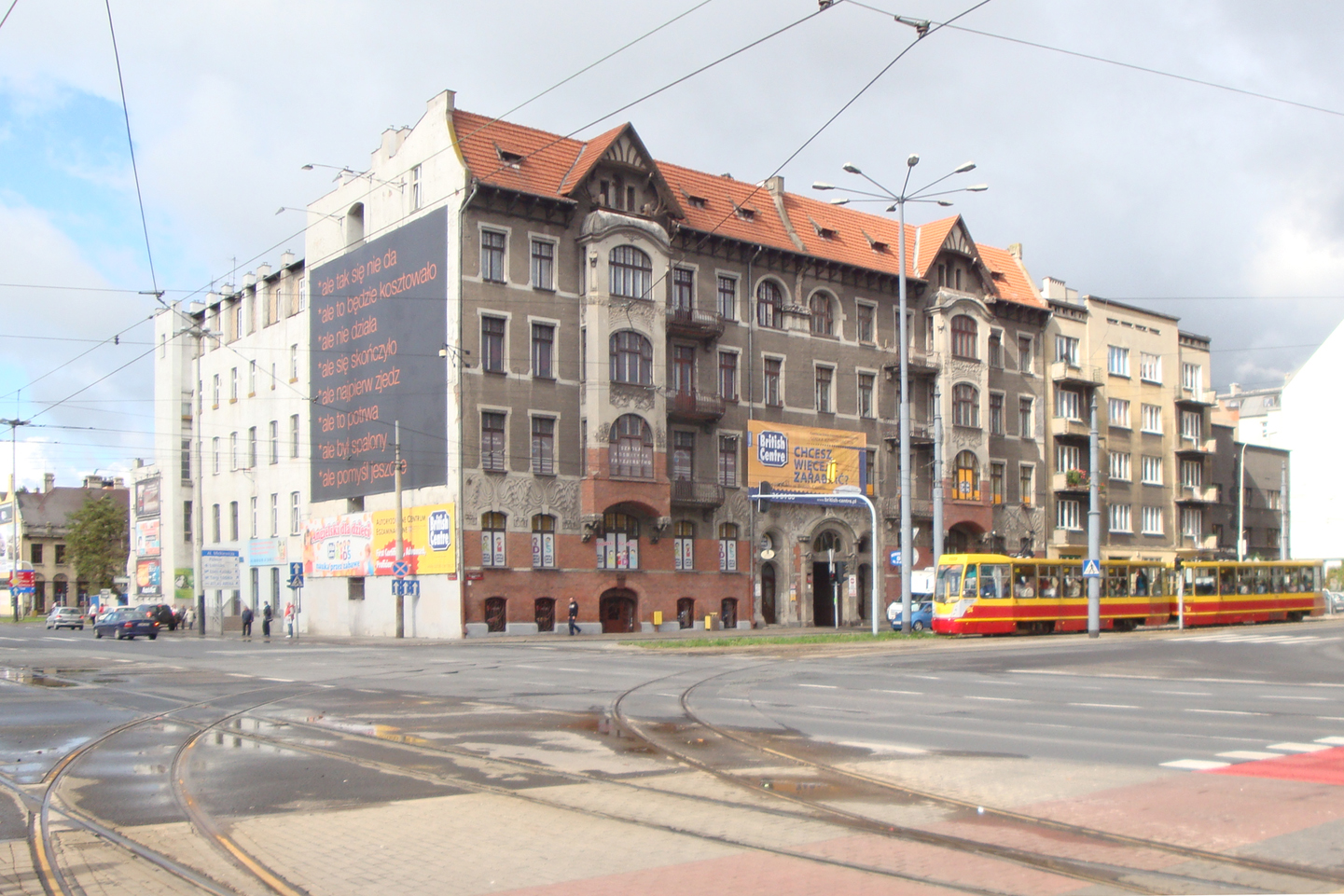
kamienica Zygmunta Dejczmana; skrzyżowanie Kościuszki i Mickiewicza

- nr 1 – kamienica Mieczysława Pinkusa i Jakuba Lende (róg Zielonej)
- nr 4 – rektorat Uniwersytetu Medycznego
- nr 5/7 – wieżowiec Poczty Polskiej
- nr 12 – budynek centrali telefonicznej PAST (obecnie Telekomunikacja Polska)
- nr 14 – łódzki oddział okręgowy NBP
- nr 15 – gmach PKO (pierwotnie siedziba Banku Handlowego w Łodzi)
- nr 19 – Dom Handlowy Zofii Hirszbergowej (obecnie siedziba Miejskiej Pracowni Urbanistycznej)[8]
- nr 21 – kamienica Nissena Rosenbluma
- nr 23/25 – dawna fabryka Maksa Wilczyńskiego i Jakuba Hirszberga[9]
- nr 33/35 – pałac Wilhelma Lürkensa (vis-à-vis pasażu Rubinsteina)
- nr 53 – kamienica Henryka Brautigama
- nr 57 – oddział PZU
- nr 63 – oddział Banku Pekao (dawna łódzka siedziba Banku Gospodarstwa Krajowego)
- nr 65 – gmach dawnego Niemieckiego Gimnazjum Reformowanego (obecnie budynek Uniwersytetu Łódzkiego – Wydział Filologiczny)
- nr 68 – hotel Światowit
- nr 69 – zabytkowa kamienica wielkomiejska
- nr 83 – Izba Skarbowa
- nr 88 – willa Alfreda Jarischa
- nr 93 – kamienica Zygmunta Dejczmana
- nr 98 – Dom Literatów
- nr 107/109 – sąd rejonowy Łódź Śródmieście (dawna siedziba Komitetu PZPR)[10]
- nr 121 – Archiwum Państwowe w Łodzi[11]

Budynki położone pod numerami 1, 4, 14, 15, 33/35, 53, 57, 65, 69, 83, 88 i 93 są wpisane do rejestru zabytków NID.
Do listopada 1939 na rogu Kościuszki (nr 2) i Zielonej znajdowała się synagoga reformowana.

## Komunikacja miejska
Aleją Kościuszki przebiegają linie tramwajowe i autobusowe MPK Łódź łącznie z liniami nocnymi.